# بلودر، لندن
بلودر، لندن (به انگلیسی: Belvedere) یک ناحیه در بریتانیا است که در منطقه بکسلی لندن واقع شده‌است. بلودر، لندن ۱۱٬۸۹۰ نفر جمعیت دارد.